# Macrochlaena winckworthi
Macrochlaena winckworthi is een inktvissensoort uit de familie van de Octopodidae. De wetenschappelijke naam van de soort werd voor het eerst geldig gepubliceerd in 1926 door Robson als Octopus winckworthi.